# Cannabis Corpse
I Cannabis Corpse sono un gruppo Death metal nato nel 2006 a Richmond in Virginia come progetto di Philip "Landphil" dei Municipal Waste.

La tematica principale del gruppo è la marijuana tributando i grandi gruppi del death metal, La band è composta da membri dei Municipal Waste e degli Antietam 1862. Il nome è una parodia della band death metal Cannibal Corpse, mentre i nomi dei loro album e delle canzoni sono parodie di titoli di altre band: ad esempio, Tube of the Resinated al posto di Tomb of the Mutilated degli stessi Cannibal Corpse.

## Storia
Nel 1999, il bassista/chitarrista Philip "Landphil" Hall coniò il nome "Cannabis Corpse" con suo fratello Josh "HallHammer" Hall. La line up originale vedeva Landphil come vocalist e un ragazzo di nome John Gonzalez alla chitarra. Dopo il trasferimento di quest'ultimo alle Hawaii, la band sospese le attività fino al 2006, quando Phil comprò un registratore multitraccia. I fratelli, assieme ad Andy "Weedgrinder" Horn, incisero una demo, che diventerà successivamente la loro canzone Blunted at Birth. Lo stesso anno firmarono per la casa discografica Forcefield.
Dopo essere apparsi nel film commedia del 2009 di Armando Iannucci per BBC In the Loop, i Cannabis Corpse si esibirono in concerto in Europa nel 2013 con i Ghoul, annunciando di aver firmato un contratto con la casa discografica Season of Mist sul loro sito.

## Formazione

### Formazione attuale
- Philip "Landphil" Hall – voce (2011-presente), basso (2006–presente)
- Adam Guilliams - chitarra (2018-presente)
- Josh "HallHammer" Hall - batteria (2006–oggi)

### Ex componenti
- Andy "Weedgrinder" Horn – voce (2006–2011)
- Nick "Nikropolis" Poulos – chitarra (2006–2011)
- Brent Purgason - chitarra (2012–2014)
- Brandon Ellis - chitarra (2014–2015)
- Ray Suhy – chitarra (2015–2018)

Membri live
- Vic "Con-Vic" Anti - chitarra  (2009)
- Adam Jinch – chitarra (2017)

Ospiti
- Jeff "Wartom" Bush (2006, in "Force Fed Shitty Grass")
- Will "Power" Towles (2006, in "When Weed Replaces Life")
- Randy Blythe (7 gennaio 2012 in 'Cory Smoot Benefit Show' e al 'Welcome Home Randy Blythe show')
- Chris Barnes (2014, in "Individual Pot Patterns")

## Discografia
- Blunted at Birth (2006) - Forcefield Records
- Tube of the Resinated (2008) - Robotic Empire Records
- The Weeding (EP) (2009) - Tankcrimes Records
- Blame It on Bud (singolo) (2011) - Tankcrimes Records
- Beneath Grow Lights Thou Shalt Rise (2011) - Tankcrimes Records
- From Wisdom to Baked (2014)
- Left Hand Pass (2017)
- Nug So Vile (2019)